# Сем Ејд
Семјуел Сем Ејд (Арендал, 29. октобар 1866 — Асгардстранд, 21. јун 1940) је био норвешки инжењер и индустријалац. Заслужан је за оснивање Norsk Hydro, једне од највећих алуминијумских компанија у свету.

## Одрастање и образовање
Сем Ејд је одрастао у Арендалу. Дипломирао је уметност и 1885. године започео школовање на Војној Академији, али је завршио само прву фазу свог образовања пре него што је отишао у Шарлотенбург, надомак Берлина, да студира грађевинарство. По завршетку школовања 1891, радио је седам година као инжењер у Немачкој. Ејд је специјализован за пројектовање железничких станица, канала и лучких објеката у урбаним срединама. На основу своје стручности, 1898. године је основао сопствену инжењерску канцеларију. Након тога је радио и као инжењер и као бизнисмен, али временом је све више нагињао овом другом. До краја века је његова фирма била највећа у Скандинавији.

## Биркеланд-Ејд метода
13. фебруара 1903, Ејд је случајно срео професора физике Кристијана Биркеланда на вечери са Гунаром Кнудсеном, који је у то време био норвешки министар у Стокхолму. Разговарали су о могућностима производње нитрата коришћењем електричне енергије. Биркеланд је веровао да је могуће развити метод за формирање довољно великог лука за индустријску производњу. Сем Ејд и Биркеланд су се састали следећег дана да даље разговарају и заједно су смислили идеју коју је Биркеланд патентирао неколико дана касније. Идеја је била почетак онога што је касније постало познато као Биркеланд-Ејд метода, али је вероватно Биркеланд био одговоран за сам развој. Током пролећа 1903. године, Биркеланд је водио овај посао и развио лучну пећ за индустријску производњу азот-оксида.

## Norsk Hydro и Elkem
У јануару 1904. године, Сем Ејд је заједно са својим шведским сарадницима основао компанију Det Norske Aktieselskab, познатију и као Елкем, која се бавила развојем водопада и даљим развојем производње нитрата. Основали су експерименталну електрану Свелгфос у Нотодену 1905. године. Ејд је прикупио француски капитал преко Валенберга, па је стога 1905. године основана компанија Norsk Hydro са Ејдом као генералним директором. Кречни нитрат који је компанија производила се пласирао под именом Norgesalpeter (срп. норвешки нитрат). У наредним годинама, електрана Свелгфос и неколико електрана у Рјукану су проширене, а самим тим и заједнице Нотоден и Рјукан.

## Касније године
1912. године Сем Ејд је допринео покретању топионице Арендал и произвођача алуминијума Det Norske Nitridaktieselskab, касније познатијег и као DNN Aluminium. Место изван Арендала где су изабрали да изграде фабрику је њему у част названо Ејдехавн 1913. године. Ејд је био извршни директор Елкема до 1916. године када је дао оставку. Следеће године је дао оставку на место генералног директора Norsk Hydro-a. 
Сем Ејд је био парламентарни представник Конзервативне партије (1918-1920) и норвешки изасланик у Варшави (1920-1923). Касније је живео у иностранству, али је лета обично проводио у Норвешкој.

## Награде
1905. године је одликован орденом Светог Олава, а поред тога је поседовао и неколико страних ордена. Имао је почасно чланство у низу норвешких индустријских удружења. 1911. године је постао почасни доктор на Вишој техничкој школи у Дармштату у Немачкој. 1920. године је постављена статуа Сема Ејда у Рјукану, а биста 1966. године у Ејдехавну.